# Dipteris lobbiana
Dipteris lobbiana är en ormbunkeart som först beskrevs av William Jackson Hooker, och fick sitt nu gällande namn av Moore. Dipteris lobbiana ingår i släktet Dipteris och familjen Dipteridaceae. Utöver nominatformen finns också underarten D. l. binervis.